# William Benton
William Benton (Minneapolis, 1900. április 1. – New York, 1973. március 18.) az Amerikai Egyesült Államok szenátora (Connecticut, 1949–1953).